# Фарладанська Ганна Юріївна
Ганна Юріївна Фарладанська (нар. 1988) — українська настільна тенісистка, чемпіонка і призерка чемпіонатів України.
Майстер спорту.

## Життєпис
Народилася 1988 року в місті Ізмаїлі Одеської області.
Тренується в батька — Ю. Я. Фарладанського, виступає за СТ «Освіта».
У 2003–2004 роках Г. Фарладанська підвищувала свою спортивну майстерність у Швеції в Академії настільного тенісу. У тому ж 2004 році в складі збірної команди Одеської області стала переможцем II Спортивних ігор школярів України. У 2007 р. стала переможцем Універсіади України в командному заліку та срібним призером у змішаному розряді. У складі збірної команди України неодноразово брала участь на юнацьких та дорослих Чемпіонатах Європи і світу. На її рахунку й 1 місце в парному розряді Юнацьких ігор країн СНД, Балтії, Китаю і Сінгапуру, де у фіналі довелося перегравати головних фаворитів — пару з Китаю.